# Maison Marrou
La maison Marrou est un bâtiment situé au no 29 de la rue Verte, dans la commune française de Rouen.

## Situation et accès
Le bâtiment est situé au no 29 de la rue Verte à Rouen,. Il a une autre entrée au no 2 de la rue Maladrerie.

## Historique
La maison est désignée par le nom de son concepteur et occupant Ferdinand Marrou (1836-1917),,. Arrivé à Rouen en 1884, ce dernier conçoit lui même l’esthétique de la façade de cette maison bourgeoise,,. Marrou y mêle des éléments se référant au XVIIIe siècle à d’autres, contemporains, de style Art nouveau,,. L’emplacement est idéal pour l’artisan ferronnier qui profite ainsi de l’affluence de voyageurs de la gare de Rouen pour mettre en avant son savoir-faire.
Ferdinand Marrou a repris quelques principes d’ornementation métallique déjà utilisés pour la conception des colonnes de la bourse d'Anvers. Il fait appel au sculpteur Alphonse Guilloux pour les statuettes décoratives, à l'architecte Émile Janet pour la distribution intérieure, à Onésime Geoffroy pour les parties en bois, à Pouchet pour la charpente et la menuiserie, et à Ernest Lepêtre pour les vitraux. Après la mort de Ferdinand Marrou survenue en 1917, la maison est habitée par Alphonse Gallier, bijoutier.
Pendant la Seconde Guerre mondiale, la maison est occupée par un restaurant, le Vieux Logis. En 1957, la maison est revendue à la Caisse autonome artisanale d'assurance vieillesse de Haute-Normandie.
Le bâtiment est inscrit monument historique depuis 1975
Le bâtiment est occupé de 1984 à 2022 par le Centre de documentation du patrimoine de la Direction régionale des Affaires culturelles de Haute-Normandie.
La maison est mise en vente aux enchères par l’État le 23 septembre 2024,,

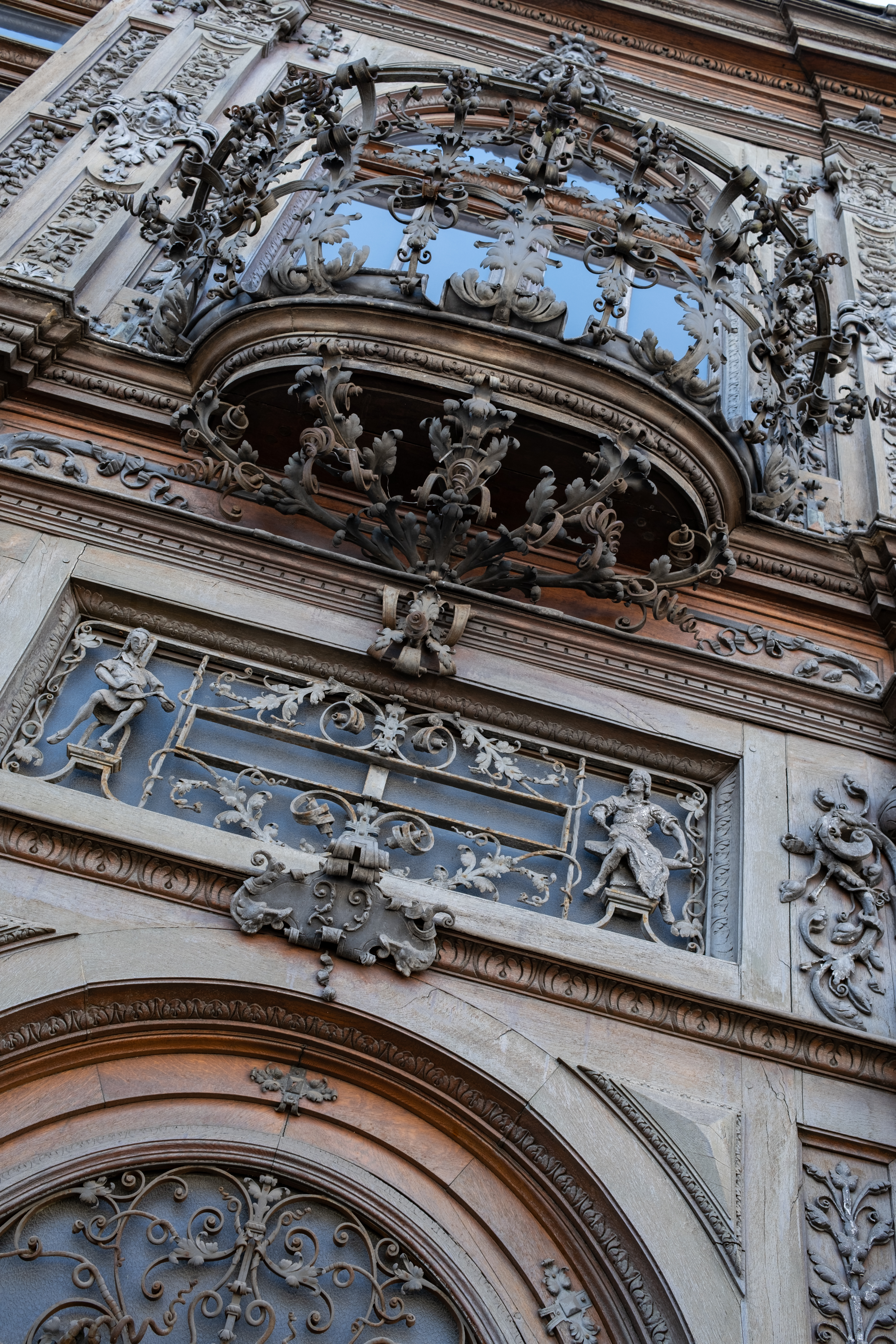
Détail de la façade.